# IC 2538
IC 2538 ist eine Balken-Spiralgalaxie mit ausgedehnten Sternentstehungsgebieten vom Hubble-Typ SBc im Sternbild Antlia südlich der Himmelsäquators. Sie ist schätzungsweise 397 Millionen Lichtjahre von der Milchstraße entfernt und hat einen Durchmesser von etwa 180.000 Lj.

Im selben Himmelsareal befinden sich u. a. die Galaxien NGC 3120, IC 2534, IC 2536.
Das Objekt wurde am 1. Mai 1900 von DeLisle Stewart  entdeckt.